# Gianfranco Sardagna
Gianfranco Sardagna, né le 28 mai 1935, à Gorizia, en Italie, est un ancien joueur italien de basket-ball.

## Palmarès
- Champion d'Italie 1958, 1959, 1962, 1963